# Jochköpfl
Das Jochköpfl, benannt nach dem Timmelsjoch, ist ein 3143 m ü. A. hoher Berg im Windach-Brunnenkogel-Kamm, einer Untergruppe der Stubaier Alpen. Es liegt fast genau auf der Staatsgrenze zwischen dem österreichischen Bundesland Tirol und der italienischen Provinz Südtirol. Die Grenze verläuft etwa 150 Meter östlich vom Vermessungspunkt auf dem Gipfel. Der Berg sendet nach Süden einen gut einen Kilometer langen ausgeprägten und begehbaren Grat. Nach Südwesten führt ein etwa 700 Meter langer Grat, der an der Rötenkarscharte auf 2832 Metern Höhe endet. Zuerst bestiegen wurde das Jochköpfl vermutlich von Gamsjägern und Gehilfen der Landvermesser in den 1850er Jahren. Touristische Besteigungen aus dem 19. Jahrhundert sind nicht überliefert. Ludwig Purtscheller unternahm jedoch am 22. August 1890 eine Überschreitung sämtlicher Gipfel des Kammes und erreichte auch das heute so genannte Jochköpfl.

## Umgebung
Das Jochköpfl liegt etwa zweieinhalb Kilometer nordnordöstlich vom Timmelsjoch (2474 m) und rund 6 km Luftlinie nordwestlich von St. Martin am Schneeberg, Südtirol. Im Westen und Norden des Berges ziehen sich Gletscher bis auf eine Höhe von 3050 Metern herauf. Im Norden liegt der wenig geneigte Kitzkampferner und im Westen der durch die globale Erwärmung stark rückläufige Rötenkarferner. Benachbarte Berge sind im Nordwesten, getrennt durch eine Einschartung auf 3068 m Höhe, der 3137 m hohe Schraakogel, im Verlauf des Nordostgrats der 3061 m hohe Vordere Kitzkogel und entlang des Südgrats der Timmelsjochberg mit 2970 m. Der Südwestgrat läuft in Richtung Timmelstal in das Untere Wannenkar aus.

## Stützpunkte und Routen
Der Normalweg auf das Jochköpfl führt über den Südgrat von der Timmelsjochstraße aus östlich rechts am Wietenbach hinauf bis zum Karsee im Oberen Wietenbachkar. Von dort führt die Route zum Südgrat und weiter in mäßig schwieriger Kletterei im Schwierigkeitsgrad UIAA II zum Gipfel. Die Gehzeit beträgt laut Literatur von der Straße aus drei Stunden. Als Stützpunkt kann das Gasthaus auf dem Timmelsjoch dienen. Über den Südwestgrat ist der Berg nur mit Kletterfähigkeiten im Schwierigkeitsgrad UIAA III (mittlere Schwierigkeit) zu bezwingen. Eine weitere, etwas leichtere Route führt über den Rötenkarferner als kombinierte Hochtour / UIAA II, und ist nur mit entsprechender Ausrüstung und Erfahrung zu begehen.